# Koninklijk Hospitaal van Chelsea

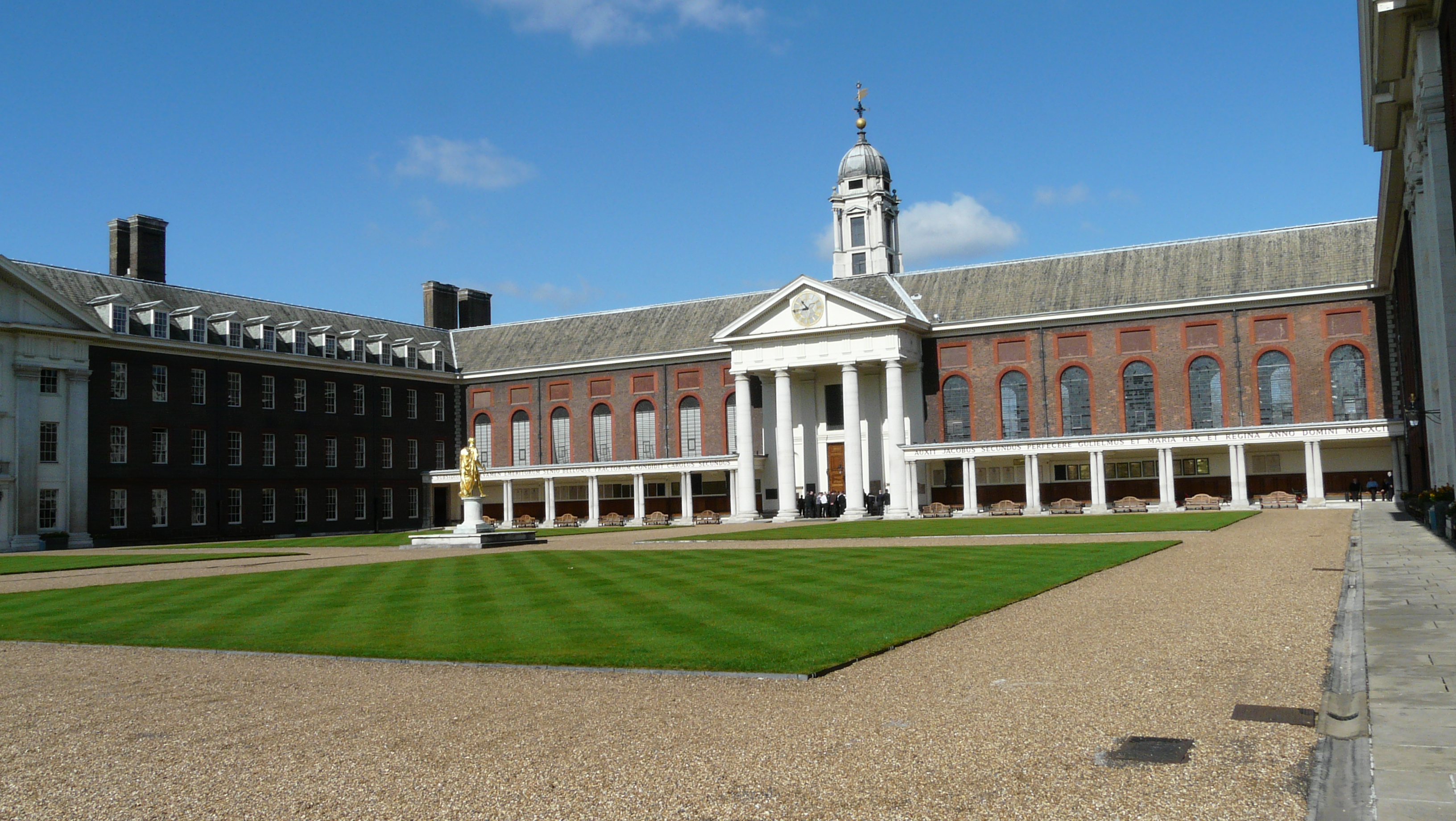
Erehof van het koninklijk hospitaal

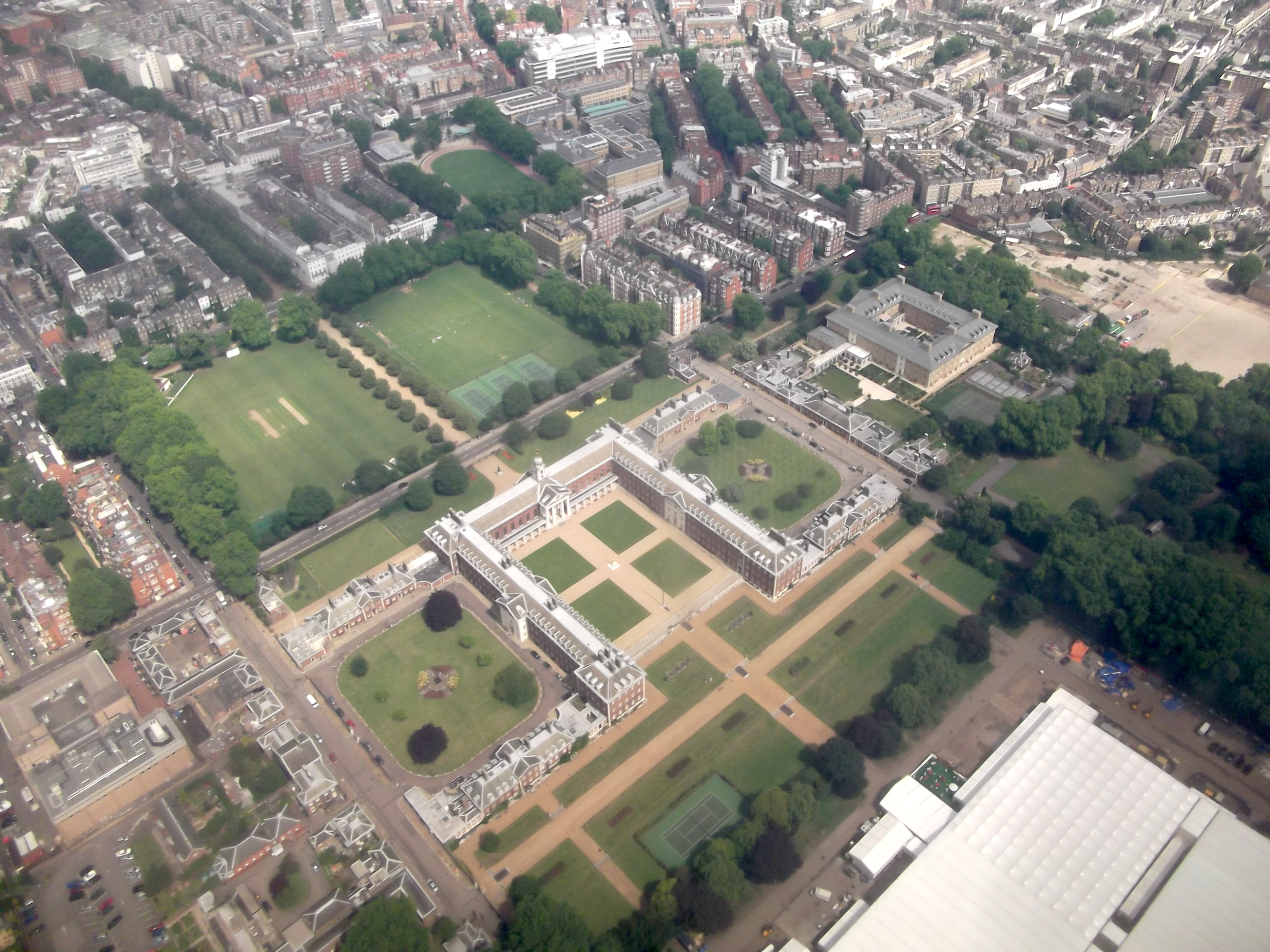
Luchtbeeld

Het Koninklijk Hospitaal van Chelsea (Royal Hospital Chelsea) is een Britse instelling in Londen, opgericht voor gepensioneerde militairen, die er permanent mogen wonen. 

## Geschiedenis
Het instituut werd bij koninklijk bevel van koning Karel II in 1682 opgericht, mede door invloed van Sir Stephen Fox (1627–1716). Het hospitaal is een bejaardentehuis en verpleeghuis voor zo'n 300 veteranen van het Britse leger, in dienst van de Kroon. Het perceel heeft een oppervlakte van 27 hectare gelegen aan Royal Hospital Road in de wijk Chelsea. Het is een onafhankelijke liefdadigheidsinstelling en is deels afhankelijk van donaties om de dagelijkse bedrijfskosten te dekken om zorg en accommodatie voor veteranen te bieden.
Jaarlijks wordt in de tuin voor het erehof van het hospitaal de Chelsea Flower Show georganiseerd.

## Architectuur
De bouw van het hospitaal werd gerealiseerd tussen 1682 en 1692 naar plannen van Christopher Wren en bood bij opening plaats aan 500 bewoners. Het aanbieden van een hostel in plaats van het betalen van pensioenen werd geïnspireerd door het gelijkaardige Hôtel des Invalides in Parijs. 
Sir John Soane, een architect actief in het begin van de 19e eeuw, ontwierp en bouwde een nieuw ziekenboeggebouw dat zich ten westen van het eerste hoofdgebouw bevond.  Dit gebouw werd tijdens de Tweede Wereldoorlog door bombardementen verwoest, en maakte plaats voor het National Army Museum. Een nieuwe ziekenboeg werd in 1961 geopend door koningin Elizabeth, de koningin-moeder. Op zijn beurt werd deze in het begin van de 21e eeuw gesloopt om plaats te maken voor de Margaret Thatcher Infirmary die werd ontworpen door Sir Quinlan Terry en in 2008 werd voltooid.
In 2023 bracht de Belgische koning Filip een bezoek aan dit instituut naar aanleiding van de jaarlijkse stichtersdag (Founders Day).

## Varia
- Op verzoek werden de assen van Margaret Thatcher en haar echtgenoot hier bijgezet.
- Het hospitaal staat onder bevel van een gouverneur: sinds 2018 is dit generaal Sir Adrian Bradshaw.[3]